# Antonio Pérez Torreblanca
Antonio Pérez Torreblanca (Villena, 1900 - † Marroc, 1954) fou un advocat, polític i periodista valencià, diputat a les Corts Valencianes durant la Segona República.

## Biografia
El 1926 fou secretari de la Junta Provincial d'Aliança Republicana, però el 1929 participà en la fundació del Partit Republicà Radical Socialista amb Marcel·lí Domingo i Sanjuan i el seu amic Álvaro de Albornoz, amb qui fou detingut durant les vagues de 1930. També fou important membre de la maçoneria.
En proclamar-se la Segona República fou elegit diputat per la província d'Alacant a les eleccions generals espanyoles de 1931 i regidor de l'ajuntament d'Alacant. Després fou nomenat director general d'agricultura, càrrec que ocupà fins a 1933. Abandonà el PRRS per fundar el 1935 Izquierda Republicana, i el 1936 fou nomenat membre del Consell d'Estat d'Espanya. En acabar la guerra civil espanyola es va exiliar al Marroc, on va treballar a la radiodifusió francesa i d'on ja no va tornar. Poc temps abans de morir va patir un atemptat a mans d'un falangista que havia estat enviat per la policia franquista.